# Паноярви
Паноярви — озеро на территории Кривопорожского сельского поселения Кемского района Республики Карелии.

## Общие сведения
Площадь озера — 3,4 км², площадь водосборного бассейна — 23600 км². Располагается на высоте 81,0 метров над уровнем моря.
Форма озера лопастная, продолговатая: оно вытянуто с северо-запада на юго-восток. Берега преимущественно заболоченные.
Через озеро протекает река Кемь. Также с юга в Паноярви впадают две реки: Пуанолооя и Туреноя.
В озере расположено не менее шести безымянных островов различной площади.
К западу от Паноярви располагается деревня Панозеро, к которой подходит автодорога местного значения без наименования.
Код объекта в государственном водном реестре — 02020000911102000006091.